# 長尾香里
長尾 香里（ながお かおり、本名：諸橋 香里、旧姓：長尾、1971年7月12日 - ）は、日本の放送ジャーナリスト。NHKメディア総局報道局国際部記者。前ブリュッセル支局長。

## 略歴
兵庫県生まれの東京都育ち。聖心女子学院を経てロンドン・スクール・オブ・エコノミクス(ロンドン大学)卒業後、1995年NHKに入局、当初から記者職である。初任地はNHK仙台放送局。
その後本部報道局に移り、社会部（警視庁担当）を経て現在の報道局国際部所属となり、ヨーロッパ総局（パリ）駐在も経験。帰国後専任キャスターとなり、2007年10月7日、解説委員・道傳愛子の後を受けて『NHK海外ネットワーク』に2代目キャスターとして出演、広く知られるようになった。2009年1月11日の放送（ガザ地区とイスラエルの特集）では日本政府を非難した。2010年度改編で降板し記者職専従に戻り、NHKブリュッセル（ベルギー）支局長などを務めた。
2017年4月から2019年3月までニュースチェック11で青井実アナウンサーと2人でMC（2代目）を務めた。
配偶者は、株式会社サイダス執行役員・経営戦略室長、グーグル新規顧客開発本部統括部長、ビジネス・ブレークスルー大学経営学部 ITソリューション学科 専任准教授の諸橋峰雄。
趣味は、ワイン、旅行、映画鑑賞など。

## 出演
- NHK海外ネットワーク（2007年10月 - 2010年3月）
- NHKニュース7、ニュースウオッチ9（2011年4月29日） - 英ウイリアム王子結婚式ニュースにおける解説
- ニュースチェック11（2017年4月 - 2019年3月） - 2代目キャスター